# Glaessneropsoidea
Glaessneropsoidea is een fossiele superfamilie van krabben en omvat de volgende uitgestorven families:
- Glaessneropsidae  † Patrulius, 1959
- Lecythocaridae  † Schweitzer & Feldmann, 2009
- Longodromitidae  † Schweitzer & Feldmann, 2009
- Nodoprosopidae  † Schweitzer & Feldmann, 2009